# Dalí Universe
Dalí Universe è una collezione di opere di Salvador Dalí composta soprattutto da sculture in bronzo. La collezione viene periodicamente esposta in tour in molte località in tutto il mondo.
Il focus principale è una selezione di sculture in bronzo, ma comprende anche libri illustrati, opere in vetro, oggetti in oro e una selezione di mobili daliniani. 
Il Dalí Universe ha una esposizione permanente in Francia, a Parigi, denominata "Dalí Paris" e a Praga denominata “Enigma”.
Molto successo è stato riscontrato anche nelle mostre temporanee realizzate, una di queste tutt’oggi aperta si trova a Matera, denominata la Persistenza degli opposti. Locata all’interno delle chiese rupestri “Madonna delle Virtù e San Nicola dei Greci”, ha ricevuto elogi e apprezzamenti da esperti d’arte internazionali, tanto da diventare una delle location più visitate nelle Città. 
Il nome Dalí Universe inizialmente è stato usato per una mostra della collezione a Londra tenuta dal 2000 al 2010.

## Storia

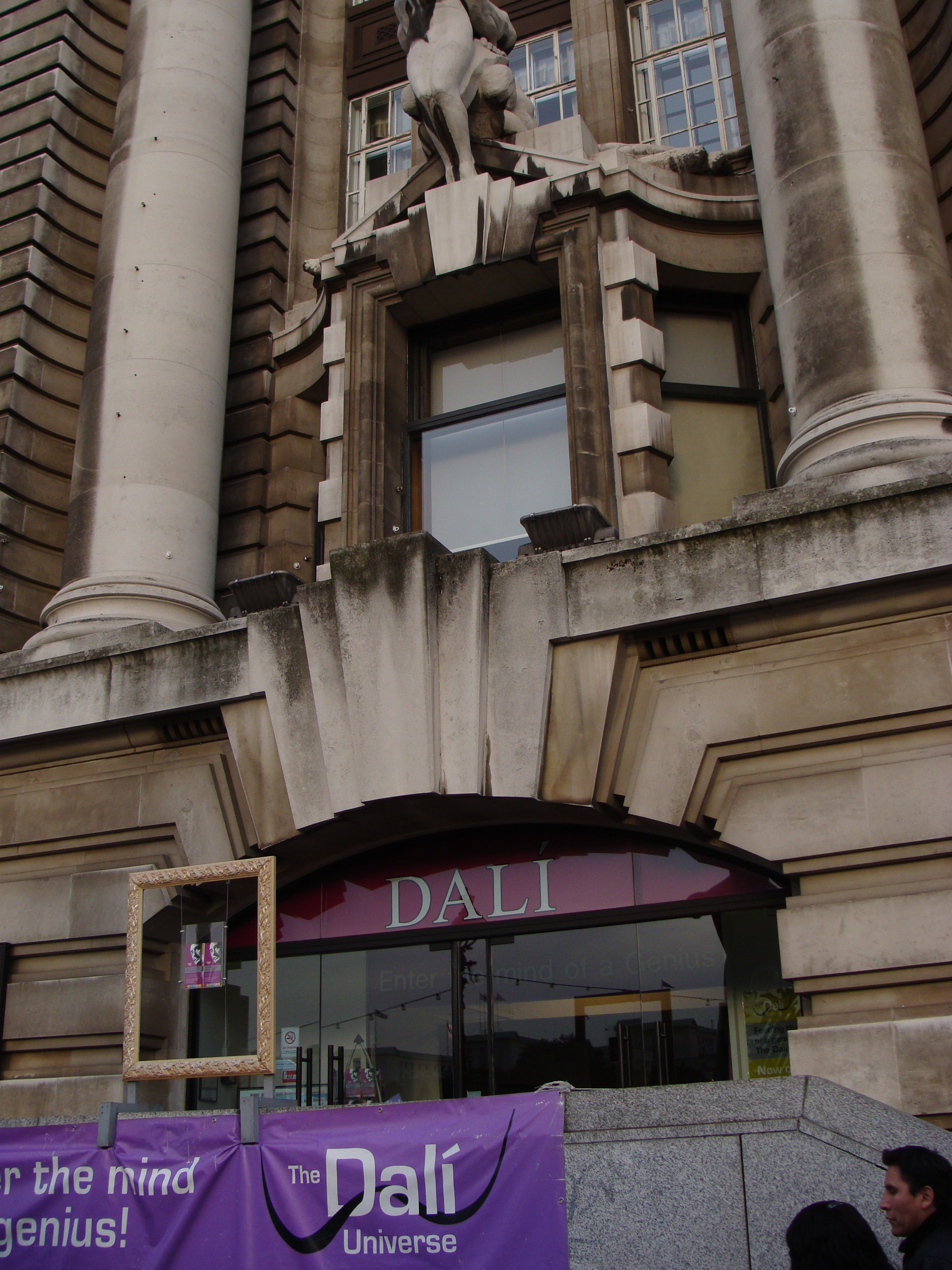
l´ingresso della mostra Dalí Universe a Londra tra il 2000 ed il 2010

La collezione Dalí Universe venne presentata per la prima volta nel 2000, in una suite di sale espositive di 3.000 metri quadrati, presso la County Hall a Londra, in Inghilterra. L’esposizione presentava oltre 500 opere di Salvador Dalí, tra le quali, sculture ideate dal 1935 al 1984, disegni, litografie, oggetti in oro e vetro ed una collezione di mobili e complementi d’arredo. Pur non essendo esposti dipinti di grande valore, vi era un enorme olio su tela realizzato da Salvador Dalí appositamente per il film Spellbound di Alfred Hitchcock.
La mostra è stata interamente curata dal gallerista italiano Beniamino Levi, che ha collaborato con Salvador Dalí per l’ideazione delle opere scultoree e che è anche il curatore della collezione Dalí Universe.
A novembre 2008,  Dalí Universe organizzò un’asta di 12 articoli di moda ispirati a Salvador Dalí e creati appositamente per l’evento e i cui proventi vennero devoluti in beneficenza alla campagna Fashion Targets Breast Cancer.
L’esposizione venne chiusa nel gennaio 2010, dichiarando l´intenzione di riaprire nel futuro, presso un’altra sede museale di Londra.
Da allora la collezione Dalí Universe è stata esposta in molte città di tutto il mondo, tra le quali Singapore, Taipei, Shanghai, New York, Firenze, Venezia, Sorrento, Bologna, Liegi, Matera e Siena.